# 布魯克頓代爾 (紐約州)
布魯克頓代爾（英語：Brooktondale）是位於美國紐約州湯普金斯縣的普查規定居民點。

## 人口
根據2020年美國人口普查的數據，布魯克頓代爾的面積為0.64平方千米，當中陸地面積為0.63平方千米，而水域面積為0.01平方千米。當地共有人口261人，而人口密度為每平方千米407.81人。